# I Am (EP)
I Am es el EP debut del grupo femenino surcoreano (G)I-dle. El disco fue lanzado el 2 de mayo digitalmente y físicamente el 3 de mayo por Cube Entertainment.

## Antecedentes y lanzamiento
El 18 de abril de 2018, Cube Entertainment anunció que el grupo debutaría con el miniálbum I Am y el sencillo principal «Latata».
Las imágenes teaser de cada integrante fueron lanzadas del 23 al 24 de abril de 2018.

## Promoción
(G)I-DLE celebró una presentación en vivo en el Blue Square iMarket Hall el 2 de mayo, donde interpretó «Latata» junto con «Maze».
El grupo comenzó a promocionar «Latata» el 3 de mayo. Primero se interpretó en M! Countdown de Mnet, seguido de otras presentaciones en Music Bank de KBS, Show! Music Core de MBC e Inkigayo de SBS. Recibieron su primer trofeo en un programa de música desde su debut el 22 de mayo de 2018 en The Show de SBS MTV. Dos días después, el 24 de mayo, el grupo recibió su segundo trofeo musical en M! Countdown.

## Recepción comercial
I Am se ubicó en la decimotercera posición de Gaon Album Chart el 29 de abril de 2018. El álbum también se posicionó en el séptimo lugar de Billboard World Albums Chart, pero finalmente obtuvo su mejor puesto en la lista en el quinto lugar. «Latata» debutó en el trigésimo quinto lugar de Gaon Digital Chart.

## Lista de canciones
| I Am  |                                 |                                                     |                                                   |                          |          |  |
| N.º   | Título                          | Letras                                              | Música                                            | Arreglo                  | Duración |  |
| 1.    | «Latata»                        | Jeon So-yeon                                        | Jeon So-yeon, Big Sancho                          | Jeon So-yeon, Big Sancho | 3:22     |  |
| 2.    | «$$$» (hangul: 달라, rr: Dalla) | Jeon So-yeon, Le'mon                                | MonoTree, Le'mon                                  | MonoTree                 | 3:31     |  |
| 3.    | «Maze»                          | Son Young-jin, Ferdy, Jeon So-yeon                  | Son Young-jin, Ferdy                              |                          | 3:20     |  |
| 4.    | «Don't Text Me»                 | Big Sancho, Park Hae-il, Jerry Potter, Jeon So-yeon | Big Sancho, Park Hae-il, Jerry Potter             | Big Sancho, Park Hae-il  | 3:36     |  |
| 5.    | «What's in Your House?»         | Arin, Vincenzo, Fuxxy, Any Masingga, Jeon So-yeon   | Arin, Vincenzo, Fuxxy, Any Masingga, Jeon So-yeon | Vincenzo, Any Masingga   | 3:27     |  |
| 6.    | «Hear Me»                       | Son Young-jin, Noh Kyung-min                        | Son Young-jin                                     |                          | 3:56     |  |
| 21:12 |                                 |                                                     |                                                   |                          |          |  |

## Posicionamiento en listas
| Lista (2018)                                  | Mejor posición |
| --------------------------------------------- | -------------- |
| Corea del Sur (Gaon)                          | 6              |
| Estados Unidos (Billboard World Albums Chart) | 5              |

## Historial de lanzamiento
| País          | Fecha             | Formato          | Discográfica                          |
| ------------- | ----------------- | ---------------- | ------------------------------------- |
| Mundo         | 2 de mayo de 2018 | Descarga digital | Cube Entertainment LOEN Entertainment |
| Corea del Sur | 2 de mayo de 2018 | Descarga digital | Cube Entertainment LOEN Entertainment |
| CD            | 2 de mayo de 2018 |                  | Cube Entertainment LOEN Entertainment |